# Kamban (Dichter)

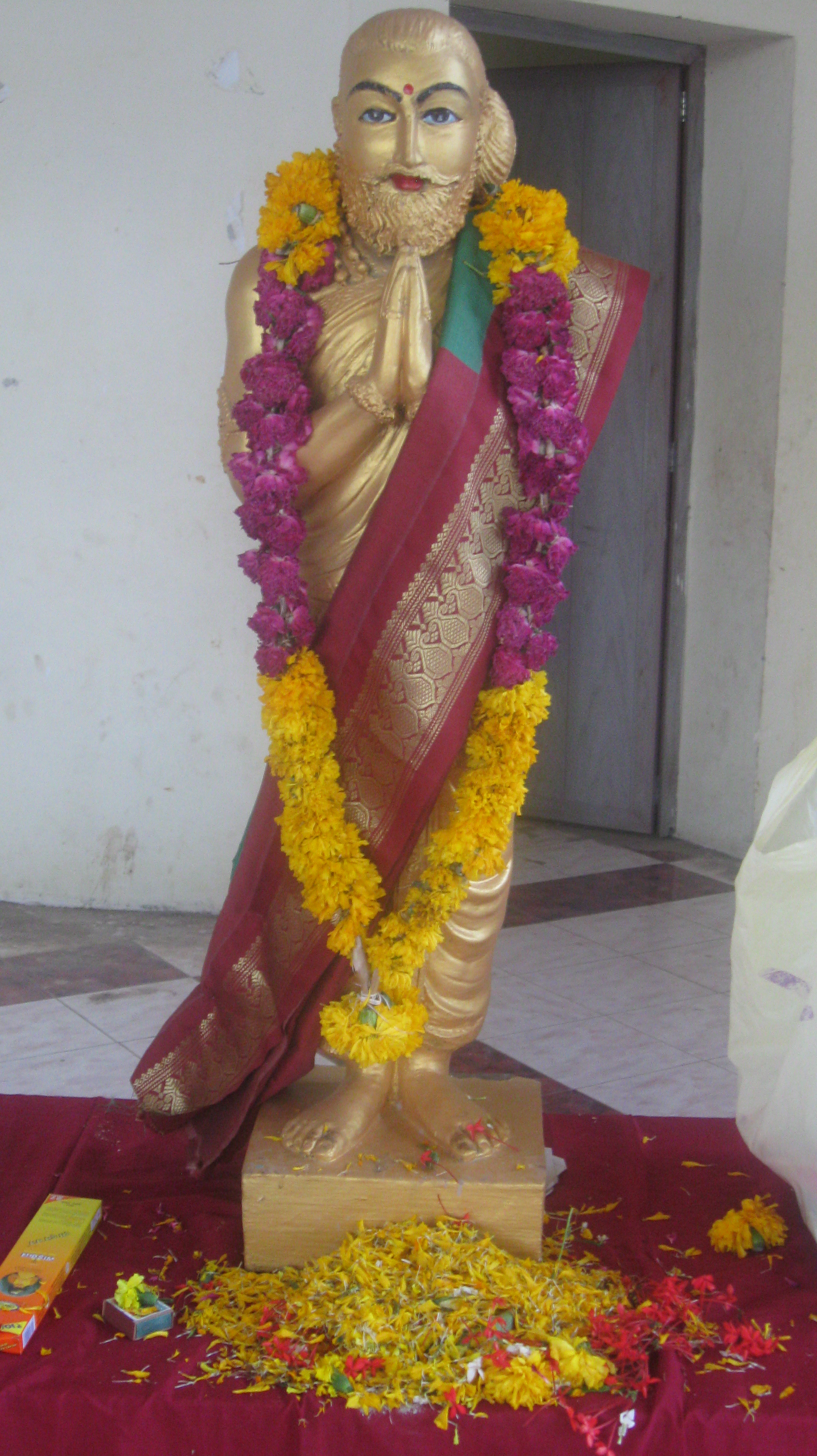
Statue Kambans

Kamban (Tamil: கம்பன் Kampaṉ [ˈkambən]) oder Kambar (Honorificum; Tamil: கம்பர் Kampar [ˈkambər]) war ein tamilischer Dichter. Er lebte wahrscheinlich im 12. Jahrhundert und verfasste das Kambaramayanam, die tamilische Version des Ramayana-Epos. Er gilt häufig als der größte Dichter der tamilischen Literaturgeschichte und wird mit dem Beinamen „Kaiser der Dichter“ (kavichakravarti) bedacht. Wegen der Bedeutung des Ramayana im Hinduismus ist Kamban auch objekt religiöser Verehrung.
Über Kambans Biografie ist wenig genaues bekannt. Selbst die Bedeutung seines Namens ist nicht eindeutig geklärt: Wahrscheinlich leitet er sich von einem Beinamen des Gottes Shiva in Kanchipuram ab. Möglicherweise besteht aber auch ein Zusammenhang zu einem historischen Distrikt in der Landschaft Chola Nadu namens Kamba Nadu („Kamba-Land“). Ein häufiger Beiname Kambans ist denn auch Kambanattalvar, „Alvar (Dichterheiliger) aus dem Kamba-Land“. Der Name Kamban ist aber auch volksetymologisch auch mit den Wörtern kambu „Mais“ und kambam „Säule“, „Pfahl“ verbunden worden. Als sicher gilt nur, dass Kamban als Mitglied der Uvachan-Kaste, einer Gemeinschaft von Tempeltrommlern, im Dorf Tiruvazhunthur im heutigen Distrikt Thanjavur des indischen Bundesstaates Tamil Nadu geboren wurde. Sein Patron war ein Fürst namens Sadaiyappan oder Sadaiyan, den er in jedem tausendsten Vers seines Werkes erwähnt.
Die Datierung Kambans ist unsicher und wird zwischen das 9. und 12. Jahrhundert angesetzt. Nach einem Vers aus dem Kambaramayanam wurde das Werk im Jahr 885 verfasst, eine alternative Interpretation desselben Verses setzt das Werk aber in das 12. Jahrhundert an. Bestimmte Anspielungen in dem Text werden als Verweise entweder auf den Chola-König Uttama (reg. 973–985) oder aber den späteren Kulottunga III. (1178–1218) gedeutet. In einem Vers verweist Kamban auf einen König Amalan, der mit Kulottunga II. (1132–1150) identifiziert wird. Deshalb gilt es als wahrscheinlich, dass Kamban nicht vor Kulottunga II. lebte. Die obere Grenze wird dagegen vom Autor Periyavachan Pillai (Erste Hälfte des 13. Jahrhunderts) gesetzt, der in seinem Kommentar zum Divya Prabandham Kamban zitiert. Demnach gilt das 12. Jahrhundert als wahrscheinlichste Lebenszeit Kambans.
Außer dem Kambaramayanam werden Kamban eine Reihe weiterer weniger bedeutender Werke zugeschrieben. Dazu gehören zwei Loblieder auf den Ackerbau mit den Titeln Erelupadu und Tirukkaivalakkam sowie die beiden religiösen Hymnen Sadagoparandadi und Sarasuvadiyandadi. Bei allen von diesen ist Kambans Autorschaft aber zweifelhaft.

## Belege
1. ↑  Kamil Zvelebil: The Smile of Murugan. On Tamil Literature of South India, Leiden: E. J. Brill, 1973, S. 207–208.
2. ↑  Zvelebil 1973, S. 208.
3. ↑  Kamil Zvelebil: Tamil Literature. Leiden: E. J. Brill, 1975, S. 185.

| Personendaten    | Personendaten                                              |
| ---------------- | ---------------------------------------------------------- |
| NAME             | Kamban                                                     |
| ALTERNATIVNAMEN  | Kampan; Kampaṉ; கம்பன் (Tamil); Kambar; Kampar; கம்பர் (Tamil) |
| KURZBESCHREIBUNG | tamilischer Dichter                                        |
| GEBURTSDATUM     | unsicher: 12. Jahrhundert                                  |
| STERBEDATUM      | unsicher: 12. Jahrhundert                                  |